# 湖南省會無產階級革命派大聯合委員會
湖南省会无产阶级革命派大联合委员会，或误为“湖南省无产阶级革命派大联合委员会”，简称省无联，是长沙市“湘派”（亲近湘江风雷的造反派）造反组织联席会议式的松散集合。

## 历史
1967年9月28日，由长沙工人政治部代章，湘江风雷、东方红总部、红旗军、孙大圣、长沙工人、青年近卫军六个湘派组织发出通知，邀请各造反组织共商联合。9月29日，“湘派”主要组织“湘江风雷”、“东方红总部”、“长沙工人”、“青年近卫军”、“孙大圣挺进军”、“湖南红旗军”、“高校风雷”等，在“东方红总部”开会一天，正式商议由“湘派”组织“省会无产阶级革命派大联合委员会”（“省无联”）。当晚通过了一份由23个组织署名的《关于坚决拥护、全力促进、誓死捍卫革命大联合的联合声明》（《九·三○声明》）。9月30日上午会上产生“省无联筹备小组”。
经过数日会议，10月4日，省无联开会，提出办机关报《湘江评论》，但不用省无联名义。10月5日，20个“湘派”组织代表参加的在“东方红总部”举行的会议上，讨论并确定了“省无联”的《成立公告》，并议定10月11日召开“省无联”成立大会。 在《成立公告》上署名的20个组织是：湘江风雷（以张家政为首的“湘江风雷接管委员会”），红旗内燃机配件厂《东方红战团》， 湖南红旗军（复员军人组织，领导人为毕建），长沙农联，东方红总部，青年近卫军（中学生、社会青年、青年工人混合组成），湖南省红工会，省直联络站（省级党政机关干部造反派组织），长沙财联，长沙虎山行，体委红旗，北区工联，红导弹，高校风雷（大学生中的造反派，领导人为周国辉），矿冶井冈山公社（大学生中的造反派，领导人为张玉纲） 师院《永卫东》兵团，红中会（长沙中学生造反组织，领导人为孙学申），红专会，九中《重上井冈山》。
10月7日，原定于1967年10月11日发出的《湖南省会无产阶级革命派大联合委员会成立公告》被提前贴上大街。10月9日，周恩来表示不赞同成立省无联。省无联成立大会未能召开。11月1日，《湘江评论》出版第一期，从第二期起，正式以省无联机关报的名义活动。1968年1月24日和2月1日，周恩来公开批评《湘江评论》，认为“在全国，反革命公开出报纸的只有长沙和福州”。
后来，“长沙工人”、“长沙农联”等组织却发表声明，不承认签署了《九·三○声明》，以叶卫东为首的“湘江风雷”总部也在11月24日发声明，不承认“省无联”。“青年近卫军”则又参加了省革筹小组领导的“工代会筹备小组”。
“省无联”中的“红中会”（全称“红卫兵长沙市中等学校革命委员会”）等部分极左派，如张玉纲《我们的纲领》、杨曦光《中国向何处去》，受到首都五一六红卫兵团的反周恩来思潮的影响，形成了自己的异端理论。省革筹小组副组长华国锋评价杨曦光的文章：“思想反动，就是反革命！”1968年1月24日，在接见湖南学习班的会议上，“省无联”被周恩来、陈伯达、康生等中央高层点名批判。康生说，“我有一个感觉，他的理论，绝不是中学生，甚至不是大学生写的。他们背后有反革命黑手”。陈伯达说，省无联“是反革命大杂烩！”周恩来表示，“我完全同意他们的意见”。1968年1月26日，湖南省革命委员会筹备小组在长沙召开群众会议，声讨省无联。2月9日，长沙20万军民集会游行声讨省无联。2月，经过中央领导人的严厉批评，省革筹小组与四十七军逮捕了省无联头头。
据湖南省委党史研究室于2008年编辑出版的《毛主席五十次回湖南》一书记载，1969年6月毛泽东在湖南与黎原、华国锋谈话说：“前年和去年上半年是高潮，你们出了高司、红联、公检法，出了省无联，又出了永向东，以后还可能出点什么，但大局不会有什么。出极‘左’极右，是社会上有那股思潮，省无联极‘左’，那时很吃香，有一股极‘左’思潮。不过他们要重新建党建军也看见马上不行，所以提出十年生聚，十年教训。”陈益南认为，湖南省革委会负责人当时忙于抗洪抢险，故未及时传达该毛泽东指示，此后于11月12日在省革委会第四次全会上传达，省无联涉案人员遂于11月被判刑。杨小凯则回忆，他当时听说毛泽东有“省无联的群众是好的，其头头思想是反动的”的指示。11月，张家政（湘江风雷）被判20年，宋绍文（省文艺界红造团）15年，毕健（湖南红旗军）10年，杨曦光（红中会）10年，周国辉（高校风雷）7年，张玉纲（中南矿冶学院“井冈山公社”）3年。李仲昆等人被长期监管。
1981年，根据中华人民共和国最高人民法院指示，湖南省高级人民法院重新审理“省无联”有关人员案件，大部分人都改判无罪。中共湖南省委作出决定，为省无联平反。

## 评论
陈益南认为：“极左派”红卫兵的那些理论文章，与代表“省无联”组织的周国辉表露出的很强的社会活动能力，这两个主要因素的同时出现，最终导致了中央高层对整个省无联的否定与摧毀。